# 北原采女
北原 采女（きたはら うねめ）は、江戸時代の会津藩家老。
初代・采女光次（うねめてるつぐ）は高遠藩主保科正光の庶子。
北原家一族のひとりには、初代長崎市長を務めた北原雅長がいる。

## 系譜
- 初代・光次（采女）大老4000石＝保科正光庶子
- 2代・光敬（采女）家老2000石
- 3代・光慶（采女）家老2000石
- 4代・光平（采女）家老2300石
- 5代・光保（内膳）大老2900石
- 6代・光裕（采女）大老2800石
- 7代・光輔（出雲）家老2800石＝光裕次男
- 8代・光有（采女）家老2800石＝光輔弟
- 9代・光美（采女）家老2800石＝光輔長男
- 10代・光国（大和）書簡＝光美長男
- 11代・光近＝光美次男

## 概要

### 初代・光次（てるつぐ）の生い立ちと生涯
天正16年（1588年）、信濃国高遠藩主保科正光の庶子として誕生。
父・正光には他に男子がおらず、光次が保科家の後継を命ぜられていたが、のちに正光と正室（真田安房守昌幸の娘）との間に嫡男が誕生したため、自ら保科の名を返上。寄宿していた荒川義勝を家臣に取り立て、北原家として家紋を揚げることを許された。北原家の家紋八段鞠挟みは、保科家の並九曜の内側を模った物と言われている。
独立後、保科家家臣として官位・采女（うねめ）を賜り、慶長20年（1615年）の大坂夏の陣で組頭を務め、その後保科家の家老となる。
慶長16年（1611年）に江戸幕府2代将軍・徳川秀忠の庶子として誕生した保科正之が、元和3年（1617年）に正光の養子になり、光次と正之は義理の兄弟になった。
北原家と荒川家に伝わる事実によれば、光次は庶子という立場上、自身と正之や保科家との関係を一切公にはせず、正之の教育係として陰ながら義理の弟に仕えた。
寛永8年（1631年）に父・正光が亡くなり正之が保科家を継ぐと、光次も将軍への拝謁が許された。
寛永20年（1643年）、正之が陸奥国会津藩23万石の大名に引き立てられると、光次も会津藩の家老となった。正之が4代将軍・徳川家綱の後見を務めた際は、光次は4千石の大老として正之を支えた。
また、徳川家康や保科家の法要などの際にも、光次が正之の名代を務めた。これは、決して表には出ず影に徹する義理の兄に対しての正之の恩情だと伝えられているが、光次の生い立ちを知らぬ会津藩内からは、様々な憶測も囁かれたらしい。
「決して表には出ずに、保科家の血を守る」ことは、その後も北原家の家訓として、末代まで受け継がれた。
北原采女光次は、延宝6年（1678年）4月にその生涯を閉じた。90歳という大往生だった。

### 北方警備と士卒禁令
文化4年（1807年）からの会津藩の北方警備においては、6代目・北原采女光裕が軍将を務めた。1808年（文化5年）4月13日に、およそ1600人の会津藩士が、松前を出発、宗谷を経由して樺太に渡り、久春古丹にて陣営の建設にあたった。
そのうち、樺太に渡ったのはおよそ700人。光裕は彼らを率い、最前線の樺太で警備にあたった。
この北方警備には、光裕の嫡男で、のちに北原家7代目当主となる北原出雲光輔も同行している。
見事凱旋した光裕は、その後大老も務めた。
また、光裕は、寛政元年（1789年）に25ヶ条に及ぶ軍令書、「士卒禁令」を記した。

### 京都守護職と戊辰戦争
黒船来航以来、尊王攘夷の動きが加速する中、文久2年（1862年）8月、9代目会津藩主・松平容保が京都守護職を拝命した。
9代目・北原采女光美に京都へ登る命令が下ったのは、守護職拝命から少し遅れた慶応元年（1865年）2月のことだった。
家臣団筆頭の荒川類右衛門を始め総勢58人にも及ぶ北原家の行列は、一万石の大名格だったという。
京都では、薩摩藩家老小松帯刀とその従者を招いて饗応したり、また、14代将軍・徳川家茂薨去の際や、徳川慶喜が15代将軍の座に着いた際には、松平容保の名代として大阪城や二条城に登城するなど、会津藩最高の家禄を誇る家老としての務めを果たしたが、その後病のため家老職を辞職。会津へ帰国する事となった。
翌年、家督を継いだ10代目・北原大和光国が再び登京の命を受け京都に向かったが、途中で鳥羽伏見の戦いが勃発。京都への道は寸断され、たどり着く事が出来なかった。
その後の会津戦争では、大和光国は荒川類右衛門を従えて藩主・松平容保の警護に当たり、病から回復した采女光美は民家を荒らす落人達を取り締まるなどの活躍をするが、遂に会津は降伏する事となった。
敗戦後、北原家一族や家臣達は謹慎の後、それぞれ斗南藩や北海道へ移住した。